# ハシテツヤ
ハシテツヤ （はし てつや 、1973年5月11日 - )は、日本の映画監督、アプリ開発者、作曲家。石川県生まれ。血液型A型。

## 略歴・人物
- 石川県星稜高校卒業後、東京都立大学 経済学部に入学するも中退。
- 1998年 PlayStationのゲーム音楽で作曲家デビュー。
- 2001年 音楽ユニット「TETUJAPAN」に加入。
- 2011年 Android、iPhoneなどのスマートフォンアプリを開発。
- 2013年 東京ゲームショウにゲームを出展。
- 2015年 アイドルグループ「GracoRex」のプロデューサーに就任。
- 2018年 フィリピンのAKB48姉妹グループであるMNL48のミュージックビデオで監督デビュー。[1]
- 2019年 初の長編作品『多動力 THE MOVIE』（堀江貴文 原作）の監督を務める。
- 2022年 『TURNING POINT』がユナイテッド・シネマお台場で公開。
- 2022年　いしだ壱成が主演を務める『100日後に退職する47歳』の監督を務める事が発表された。[2]
- 2024年　『TURNING POINT5』がユナイテッド・シネマお台場で公開。[3]

## 人物
- タバコとコーヒーが苦手

## 作品

### 映画
- 多動力 THE MOVIE[4]（2019年）- 監督・脚本
- セイキマツブルー[5]（2020年）- 監督・脚本
- たまたまタマを取っただけ（2021年）- 監督・脚本
- TURNING POINT（2022年） - 監督・脚本
- TURNING POINT2（2022年） - 監督・脚本
- Love song（2023年） - 助監督[6]
- TURNING POINT3（2023年） - 監督・脚本
- TURNING POINT4（2023年） - 監督・脚本
- Classy Princess（2024年） - 監督・脚本
- TURNING POINT5（2024年） - 監督・脚本

### ドラマ
- 束縛彼女（2020年） - 監督
- バイトリーダー大崎純子（2021年）- 監督・脚本

### バラエティ番組
- ドルパラ（2019年、チバテレビ）
- エンタメガトン情報局（2021年、TOKYO MX）
- 私のターニングポイント（2021年、YBS山梨放送）

### ミュービックビデオ
- Talulot ng Sakura「MNL48」（2019年） - 監督
- We are GracoRex 「GracoRex」（2020年） - 監督
- それでも君がすき「さめろ」（2020年） - 監督